# Velovlek
Velovlek este o arie protejată (arie specială de conservare — SAC, sit de importanță comunitară — SCI) din Slovenia întinsă pe o suprafață de 52,48 ha, integral pe uscat.

## Localizare
Centrul sitului Velovlek este situat la coordonatele 46°27′55″N 15°54′40″E / 46.4652°N 15.911°E.

## Înființare
Situl Velovlek a fost declarat sit de importanță comunitară în aprilie 2004 pentru a proteja 3 specii de animale. Situl a fost protejat și ca arie specială de conservare în februarie 2012.

## Biodiversitate
Situată în ecoregiunea continentală, aria protejată conține 1 habitat natural: Lacuri eutrofice naturale cu vegetație de tip Magnopotamion sau Hydrocharition.
La baza desemnării sitului se află mai multe specii protejate:
- amfibieni (1): buhai de baltă cu burta roșie (Bombina bombina)
- nevertebrate (2): fluturele-tigru (Callimorpha quadripunctaria), libelule (Leucorrhinia pectoralis)